# Onbevlekte Ontvangeniskathedraal (Lake Charles)

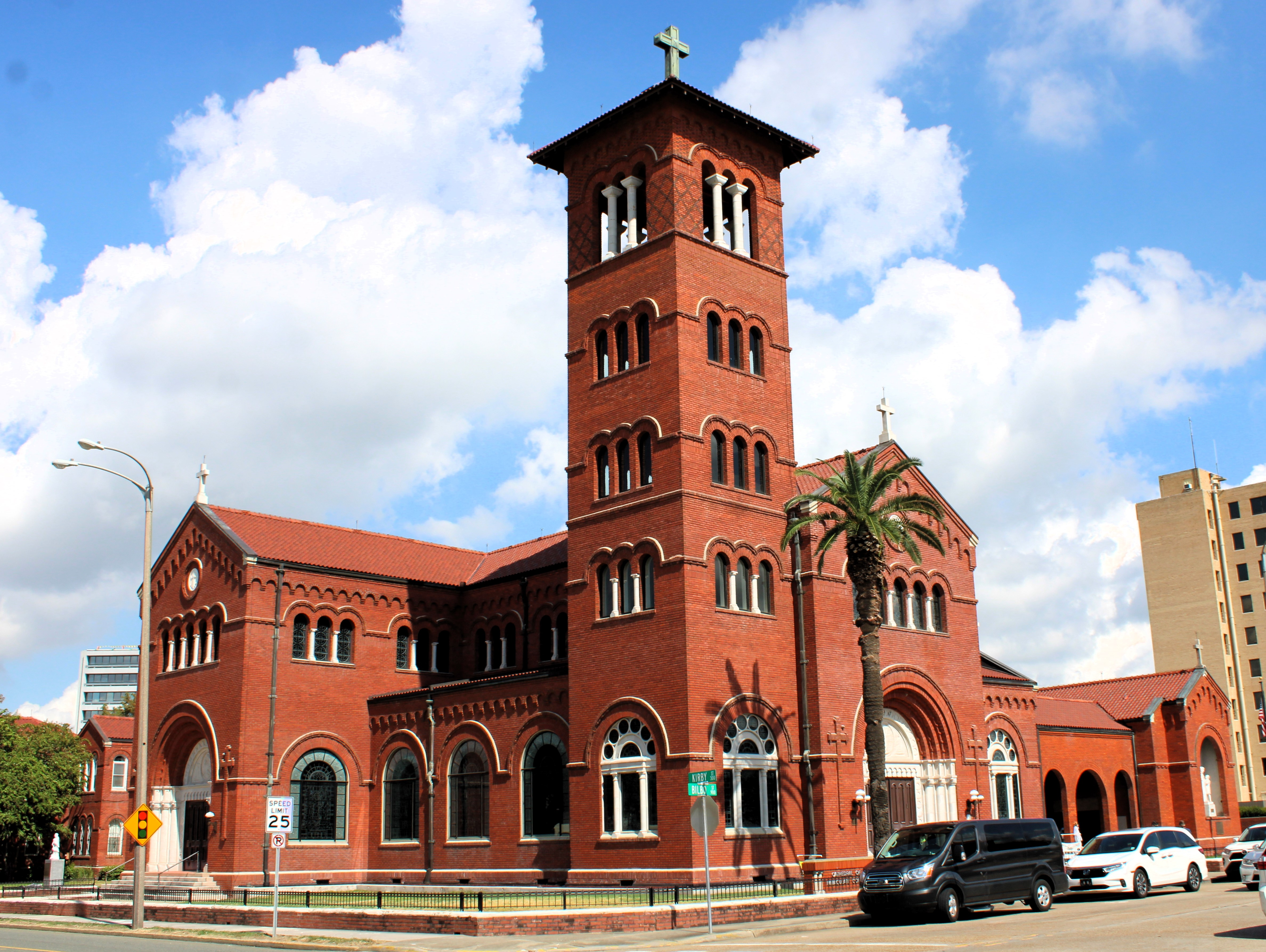
Onbevlekte Ontvangeniskathedraal

De Onbevlekte Ontvangeniskathedraal (Engels: Cathedral of the Immaculate Conception) is een rooms-katholiek kerkgebouw in Lake Charles (Louisiana) en de zetel van het bisdom Lake Charles. Het gebouw, gelegen aan Bilbo Street, is opgetrokken in rode baksteen in een italianiserende neoromaanse stijl.
De oorspronkelijke Onbevlekte Ontvangeniskerk op deze plaats werd samen met een klooster en een katholieke jongensschool verwoest bij een grote stadsbrand in 1910. Het architectenbureau Favrot and Livaudais uit New Orleans tekende de plannen voor een nieuwe kerk. Het is een driebeukige kruiskerk een vierkante kerktoren van vijf verdiepingen. Binnenin is de kerk versierd met een afbeelding uit de jaren 1930 van Maria op de halve koepel van de apsis. De glas-in-loodramen stellen bijbeltaferelen voor tegen een blauwe achtergrond.
In 1980, bij de oprichting van het bisdom Lake Charles, werd de kerk verheven tot kathedraal.